# 桃花あや
桃花 あや（ももか あや、1989年（平成元年）5月30日 - ）は、日本のアイドル、歌手。ダンスヴォーカルユニット「神聖フレラモ」リーダー。合同会社フレラモ所属であり、会社代表。愛称は「あ～や♡」。

## 略歴・人物
- 2011年12月：アイドルユニット「フレア・ラ・モード」を結成、リーダーに就任。以後、現在に至るまで、グループの名称、メンバー変更に関係なく、一貫してリーダーの座にある。当時の担当カラーはピンク（ソロでは一貫してピンク）。
- 2013年9月：初のワンマンライブを行う。以後2015年までと2019年は大阪で年1回、2016年から2018年東京、大阪で年各1回のワンマンライブを開催している。 2020年以降は新型コロナウイルス感染症の影響でワンマンライブは行われていない。
- 2014年2月：フレア・ラ・モードが「フレア・ラ・モードAce」と改称すると同時に担当カラーがゴールドに変更になる。以後、後継グループのFleramo【Orion】でも担当カラーはゴールドであった。神聖フレラモでは「ピンクゴールド」と、これまでの担当カラーを合わせた形となっている。
- 2017年12月：クラウン徳間より「Beer Lover/ASIAN“princess"SINGER ～アジアの歌姫～」でソロアーティストとしてメジャーデビュー
- 2018年12月：Fleramo【Orion】がメジャーデビュー。

彼女のソロライブの際には、「ビールタイム」と称し、オリジナル曲「Beer Lover」で乾杯するのが恒例である。Beer LoverはカラオケJOY SOUNDにも収録されている。

## ディスコグラフィー

### CD

#### インディーズ楽曲

##### シングル
- 「麦酒愛人」2016年6月
- 「あなたと描くHAPPY DREAM」2016年12月
- 「朝まで踊ろう！ツイストベイベー」2018年10月

##### アルバム
- 「あ～や♡シングルスベスト」2015年

###### 収録内容
「あ～や♡シングルスベスト」
- LOVE ＆ PINK
- あなたがいた街
- 感謝!!(さんきゅ!!)
- ラブリーナイトクリスマス
- Doll Colecter
- 桃色シンガー
- Tropical マンゴー様
- Beer Lover
- アイドルだって恋をする

#### メジャーシングル
| # | タイトル                                           | 発売日        | レーベル     | 規格品番   | 備考                                |
| - | -------------------------------------------------- | ------------- | ------------ | ---------- | ----------------------------------- |
| 1 | Beer Lover／ASIAN"princess"SINGER ～アジアの歌姫～ | 2017年12月6日 | クラウン徳間 | YZPM-15017 | Beer LoverはカラオケJOY SOUNDに収録 |

##### 収録内容
Beer Lover／Asian"princess"SINGER ～アジアの歌姫～
| #         | タイトル                                   | 作詞      | 作曲         | 時間 |
| --------- | ------------------------------------------ | --------- | ------------ | ---- |
| 1.        | 「Beer Lover」                             | 金川武史  | 四十内ユウキ | 3:44 |
| 2.        | 「Asian"princess"SINGER ～アジアの歌姫～」 | 桃花あや  | 四十内ユウキ | 4:55 |
| 合計時間: | 合計時間:                                  | 合計時間: | 合計時間:    | 7:38 |

## 出演

### テレビ
- Fleramo【Orion】の地球人メロメロ計画 ～火星まで行っちゃうぞ～（2016年3月3日 - 2016年6月19日、アイドル専門チャンネルPigoo）[2]

### ラジオ
- アジアンミュージック＆バラエティ（2017年1月7日-2017年2月25日、FM大阪）
- フレラもっとアワー（2012年、FM GIG）